# Campeonato Mundial de Atletismo de 2009 - Salto triplo feminino
O salto triplo feminino do Campeonato Mundial de Atletismo de 2009 teve sua fase qualificatória em 15 de agosto e final em 17 de agosto no Olympiastadion, em Berlim.

## Recordes
Antes desta competição, os recordes mundiais e do campeonato nesta prova eram os seguintes:
| Tipo                  | Atleta         | Distância | Local      | Data                 | Ref |
| --------------------- | -------------- | --------- | ---------- | -------------------- | --- |
|                       | Inessa Kravets | 15,50     | Gotemburgo | 10 de agosto de 1995 | ver |
| Recorde do campeonato | Inessa Kravets | 15,50     | Gotemburgo | 10 de agosto de 1995 | ver |

## Medalhistas
| Ouro                   | Prata           | Bronze             |
| Yargelis Savigne (CUB) | Mabel Gay (CUB) | Anna Pyatykh (RUS) |

## Resultados

### Eliminatórias
Estes são os resultados das eliminatórias. As 35 atletas inscritas foram divididas em dois grupos, se classificando para a final as saltadoras que atingissem 14,45m (Q) ou, no mínimo, doze atletas com as melhores marcas (q).

#### Grupo A
| Pos. | Atleta                    | #1    | #2    | #3    | Res.      | Notas                |
| ---- | ------------------------- | ----- | ----- | ----- | --------- | -------------------- |
| 1    | CUB Yargelis Savigne      | x     | 14,53 |       | 14,53 (Q) |                      |
| DSQ  | RUS Tatyana Lebedeva      | 14,45 |       |       | 14,45 (Q) | Doping               |
| 2    | FRA Teresa Nzola Meso Ba  | x     | 13,87 | 14,32 | 14,32 (q) |                      |
| 3    | RUS Anna Pyatykh          | x     | 14,01 | 14,27 | 14,27 (q) |                      |
| 4    | SVK Dana Velďáková        | x     | 14,25 | 14,20 | 14,25 (q) |                      |
| 5    | SUD Yamilé Aldama         | 13,96 | 13,83 | 14,11 | 14,11     |                      |
| 6    | BUL Petia Dacheva         | 13,63 | 13,56 | 14,11 | 14,11     |                      |
| 7    | JAM Kimberly Williams     | x     | 14,08 | x     | 14,08     | Recorde pessoal      |
| 8    | SLO Snežana Rodic         | 13,92 | x     | x     | 13,92     |                      |
| 9    | BEL Svetlana Bolshakova   | 13,89 | x     | 13,73 | 13,89     |                      |
| 10   | ITA Magdelín Martínez     | 13,80 | 13,72 | 13,87 | 13,87     |                      |
| 11   | CZE Martina Šestáková     | x     | 13,69 | 13,84 | 13,84     |                      |
| 12   | KAZ Irina Litvinenko      | 13,63 | 13,77 | 13,82 | 13,82     |                      |
| 13   | USA Shani Marks           | x     | x     | 13,67 | 13,67     | Recorde da temporada |
| 14   | GRE Paraskeví Papahrístou | 13,58 | x     | 13,58 | 13,58     |                      |
| 15   | UKR Liliya Kulyk          | 13,37 | 13,41 | 13,41 | 13,41     |                      |
| 16   | USA Erica McLain          | 13,34 | x     | 13,39 | 13,39     |                      |
| 17   | GRN Patricia Sylvester    | 13,22 | 13,05 | 12,98 | 13,22     |                      |

#### Grupo B
| Pos. | Atleta                     | #1    | #2    | #3    | Res.      | Notas                |
| ---- | -------------------------- | ----- | ----- | ----- | --------- | -------------------- |
| 1    | CHN Xie Limei              | 14,62 |       |       | 14,62 (Q) | Recorde da temporada |
| 2    | CUB Mabel Gay              | x     | 14,53 |       | 14,53 (Q) |                      |
| 3    | SRB Biljana Topić          | 14,37 | 13,80 | -     | 14,37 (q) | Recorde da temporada |
| 4    | ROU Cristina Bujin         | 14,22 | 12,82 | 14,29 | 14,29 (q) |                      |
| 5    | JAM Trecia Smith           | x     | x     | 14,21 | 14,21 (q) |                      |
| 6    | BRA Gisele de Oliveira     | 13,70 | 13,79 | 14,14 | 14,14 (q) |                      |
| 7    | KAZ Olga Rypakova          | 14,02 | x     | 14,13 | 14,13 (q) |                      |
| 8    | POL Małgorzata Trybańska   | x     | 14,06 | 13,80 | 14,06     |                      |
| 9    | USA Shakeema Walker-Welsch | x     | x     | 14,01 | 14,01     |                      |
| 10   | UKR Svitlana Mamyeyeva     | 13,92 | 13,85 | 13,70 | 13,92     |                      |
| 11   | UKR Natalia Iastrebova     | x     | 13,58 | 13,74 | 13,74     |                      |
| 12   | GRE Athanasía Pérra        | 13,69 | x     | x     | 13,69     |                      |
| 12   | SLO Marija Šestak          | x     | x     | 13,69 | 13,69     |                      |
| 14   | RUS Nadezhda Alekhina      | x     | x     | 13,60 | 13,60     |                      |
| 15   | FRA Vanessa Gladone        | 13,51 | 13,42 | 13,40 | 13,51     |                      |
| 16   | GER Katja Demut            | x     | 11,38 | x     | 11,38     |                      |
|      | CMR Françoise Mbango Etone |       |       |       | DNS       |                      |

- x = Salto inválido

### Final

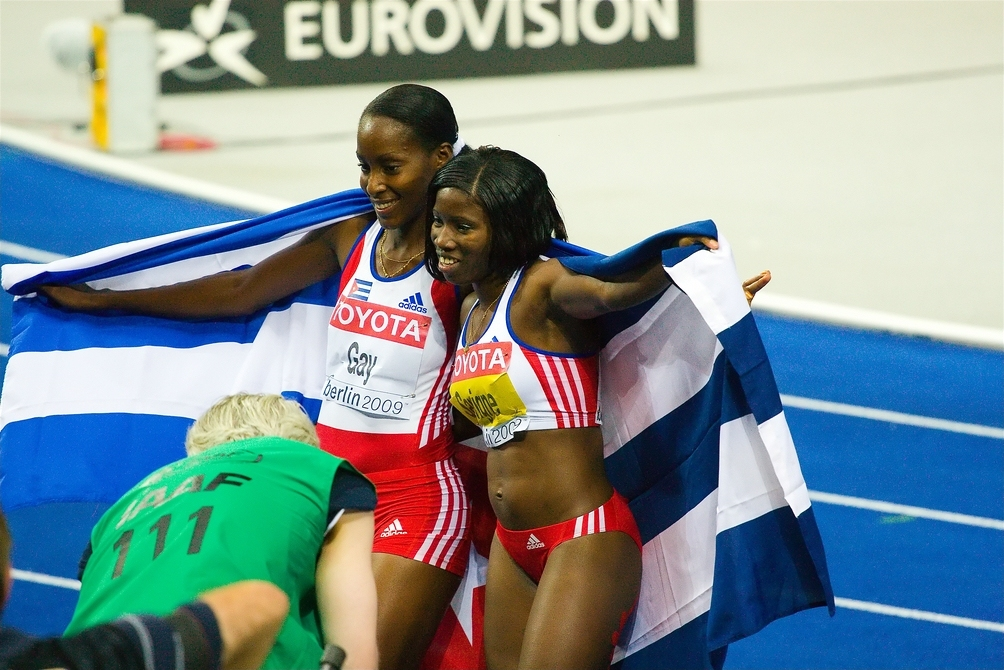
Yargelis Savigne e Mabel Gay, cubanas campeãs da prova.

Estes são os resultados da final:
| Pos               | Atleta                   | #1    | #2    | #3    | #4    | #5    | #6    | Res.  | Notas                |
| ----------------- | ------------------------ | ----- | ----- | ----- | ----- | ----- | ----- | ----- | -------------------- |
| Medalha de ouro   | CUB Yargelis Savigne     | 14,45 | 14,40 | 14,89 | 14,85 | 14,95 | 14,39 | 14,95 |                      |
| Medalha de prata  | CUB Mabel Gay            | 13,87 | 14,50 | x     | 14,61 | 14,48 | 14,04 | 14,61 | Recorde da temporada |
| Medalha de bronze | RUS Anna Pyatykh         | 13,72 | 14,23 | 13,66 | 14,58 | 14,46 | 14,53 | 14,58 |                      |
| 4                 | SRB Biljana Topić        | 14,21 | 14,38 | 14,27 | 14,52 | 14,43 | 14,10 | 14,52 | Recorde nacional     |
| 5                 | JAM Trecia Smith         | 14,31 | x     | x     | 14,41 | 14,48 | x     | 14,48 | Recorde da temporada |
| DSQ               | RUS Tatyana Lebedeva     | x     | 14,37 | 14,23 | 14,22 | 14,26 | 14,28 | 14,37 | Doping               |
| 6                 | ROU Cristina Bujin       | 14,26 | 14,00 | 14,03 | 14,20 | 14,16 | 14,15 | 14,26 |                      |
| 7                 | SVK Dana Velďáková       | 14,25 | x     | 12,86 | 14,14 | 14,19 | 14,13 | 14,25 |                      |
| 8                 | CHN Xie Limei            | 14,16 | 11,46 | 14,06 |       |       |       | 14,16 |                      |
| 9                 | KAZ Olga Rypakova        | x     | 13,91 | 13,71 |       |       |       | 13,91 |                      |
| 10                | FRA Teresa Nzola Meso Ba | 13,77 | 13,79 | x     |       |       |       | 13,79 |                      |
| 11                | BRA Gisele de Oliveira   | x     | 13,19 | -     |       |       |       | 13,19 |                      |

Legenda
| Recorde mundial       | Recorde mundial (World record)               |                       | Recorde africano                      | Recorde africano (African) |                                           | Q | Classificado por posição (Qualified) |
| Recorde do campeonato | Recorde do campeonato (Championship record)  | Recorde da América    | Recorde da América (Americas)         | q                          | Classificado por melhor tempo (Qualified) |   |                                      |
| Melhor marca do ano   | Melhor marca do ano (World leading)          | Recorde asiático      | Recorde asiático (Asian)              | DNS                        | Não largou (Did not start)                |   |                                      |
| Recorde nacional      | Recorde nacional (National record)           | Recorde europeu       | Recorde europeu (European)            | DNF                        | Não terminou (Did not finish)             |   |                                      |
| Recorde pessoal       | Recorde pessoal do atleta (Personal best)    | Recorde da Oceania    | Recorde da Oceania (Oceania)          | DSQ / DQ                   | Desclassificado (Disqualified)            |   |                                      |
| Recorde da temporada  | Recorde da temporada do atleta (Season best) | Recorde sul-americano | Recorde sul-americano (South America) | NM                         | Sem marca (No mark)                       |   |                                      |